# Michaela DePrince

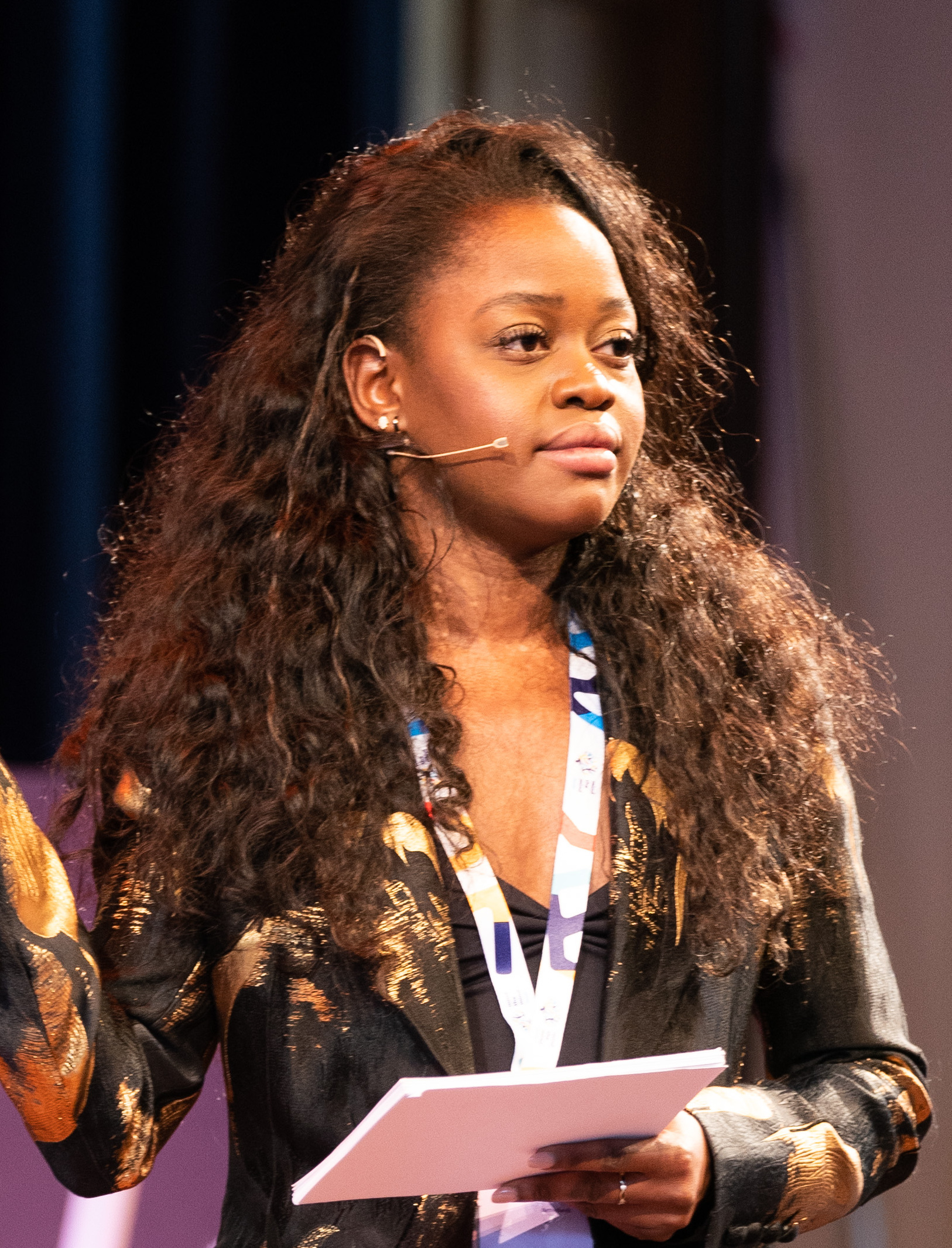
Michaela DePrince in 2019

Michaela DePrince (geboren als Mabinty Bangura) (Kenema, 6 januari 1995 – New York, 10 september 2024) was een Sierra Leonees-Amerikaans balletdanseres. Met haar adoptiemoeder, Elaine DePrince, schreef ze het boek Taking Flight: From War Orphan to Star Ballerina.

## Geschiedenis
DePrince werd geboren als Mabinty Bangura in een islamitisch gezin. Ze groeide op in een weeshuis in Sierra Leone tijdens de Burgeroorlog. Haar adoptieouders werd later verteld dat haar vader door rebellen was doodgeschoten toen ze drie jaar was, en dat haar moeder kort daarop de hongerdood was gestorven. In het weeshuis kreeg ze weinig te eten, werd ze gepest door de andere kinderen en werd ze betiteld als duivelskind, omdat ze leed aan de huidziekte vitiligo. Toen het weeshuis werd gebombardeerd, vluchtte ze naar een vluchtelingenkamp. In 1999, toen ze vier jaar was, werd ze geadopteerd door Elaine en Charles DePrince uit New Jersey. Het Joodse echtpaar nam haar en een ander meisje, Mia, mee naar de Verenigde Staten. DePrince specialiseerde zich in klassiek ballet aan de The Rock School in Philadelphia en nam online lessen via Keystone National High School, waar ze haar middelbareschooldiploma behaalde.

## Danscarrière

### Opleiding en vroege carrière
In Sierra Leone was DePrince geïnspireerd geraakt door een afbeelding van een balletdanseres. Eenmaal in de Verenigde Staten werd dit haar drijfveer om als balletdanseres te trainen. Ze trad onder meer op tijdens de Youth America Grand Prix, en verdiende met dat optreden een beurs om te mogen studeren aan de Jacqueline Kennedy Onassis School of Ballet. Ze ambieerde een professionele danscarrière, maar kreeg daarbij al vroeg te maken met discriminatie en racisme. Op achtjarige leeftijd kreeg ze te horen dat ze de rol van Marie in De notenkraker niet kon krijgen, omdat "Amerika nog niet klaar was voor een zwarte ballerina", en een jaar later zei een leraar tegen haar moeder dat het zinloos was om in zwarte dansers te investeren. DePrince was een van de hoofdpersonen in de Amerikaanse documentaire First Position, die zes jonge dansers volgde in hun poging om een plek te bemachtigen bij een topinstituut voor ballet en ze gaf acte de présence bij het televisieprogramma Dancing with the Stars.
In 2012 studeerde ze af aan de Jacqueline Kennedy Onassis School in New York, en trad ze toe tot het dansgezelschap van het Dance Theatre of Harlem, waar ze de jongste danser werd. Haar professionele debuutoptreden was de rol van Gulnare op de première van Le Corsaire van Mzansi Productions en het South African Ballet Theatre op 19 juli 2012.
DePrince beschouwde Lauren Anderson, de eerste zwarte Amerikaanse prima ballerina, als haar grote voorbeeld.

### 2013-2020: Nederland
In juli 2013 trad ze toe tot de juniorafdeling van Het Nationale Ballet in Amsterdam. In augustus 2014 promoveerde ze tot élève en in december 2016 tot tweede solist. Ze was bij het Nationaal Nederlands Ballet de enige danseres met Afrikaanse wortels.
In 2016 danste ze voor Beyoncé, in de film Lemonade (visueel werk uitgebracht bij het gelijknamige album).
Ze werd ambassadeur van War Child, een organisatie die zich inzet voor kinderen in oorlog.
Na een pauze van twee jaar vanwege blessures begon ze in 2019 weer met dansen, waaronder voor de filmversie van het stuk Coppélia die in 2020 uitkwam. Op 26 maart 2021 verscheen de videoclip bij de single "Afraid of the Dark" van de Haarlemse band Chef'Special, waarin Michaela dePrince soleert in een choreografie van Remi Wortmeyer.

### 2021-2024: Boston
In het najaar van 2021 maakte DePrince bekend dat ze was toegetreden tot het Boston Ballet als tweede soliste.
In september 2024 overleed ze onverwacht. Haar doodsoorzaak werd niet bekendgemaakt.